# Krwawnik tarczowaty
Krwawnik tarczowaty (Achillea clypeolata Sm.) – gatunek rośliny wieloletniej z rodziny astrowatych. Rośnie dziko w południowo-wschodniej Europie (Albania, Bułgaria, Grecja,  Macedonia, Rumunia, Serbia) oraz w Turcji. Jest uprawiany w wielu krajach świata.

## Morfologia
PokrójBylina o wysokości 45–60 cm, tworzy gęste kępy.
LiścieUlistnienie skrętoległe, liście pierzaste, aromatyczne. Kwiaty drobne, żółte, zebrane w duże baldachogrono na szczycie łodygi.
KwiatyKwitnie od czerwca do lipca.
OwoceDrobne niełupki.

## Zastosowanie i uprawa
Roślina ozdobna uprawiana na rabatach. Nadaje się na kwietniki i na kwiat cięty. Zasuszone kwiaty długo utrzymują swoją barwę. Jest rośliną miododajną. Może rosnąć na jałowych glebach, preferuje miejsca słoneczne i raczej suche. Zalecany odczyn gleby (pH) pomiędzy 6,5 a 7,5. Rozmnaża się przez siew nasion wprost do gruntu, przez podział bryły korzeniowej lub przez sadzonki. Zalecany odstęp między sadzonkami 35 cm. Zimą wytrzymuje temperatury do -230C. Po przekwitnięciu należy usuwać kwiatostany. Pędy można zostawić na zimę, ale wiosną należy je silnie przyciąć. W ogrodzie za pomocą kłączy szybko się rozrasta i może zagłuszyć inne rośliny, należy więc kontrolować rozrastanie.

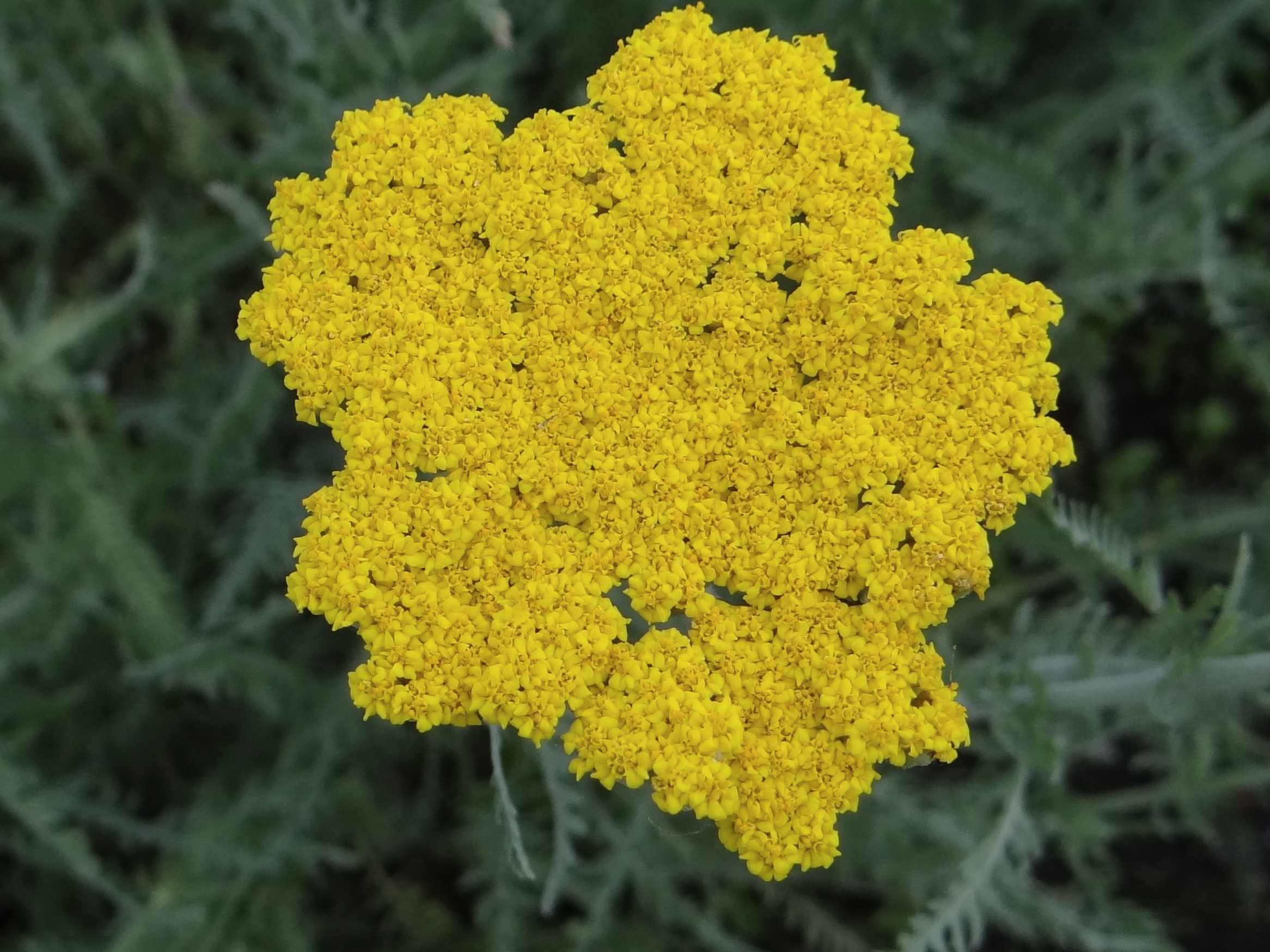